# Minaret mošeje Džuma
Minaret mošeje Džuma je minaret v mestu Hiva, v zgodovinskem starem mestnem jedru Ičan Kala. Pripada mošeji Džuma in je del Unescove svetovne dediščine.

## Opis
Minaret stoji neposredno na severni strani mošeje Džuma. Gre za opečnati minaret z conskim okrasjem. Pri vznožju ima minaret premer 6,2 metra. Visok je 32,5 metra. Vrh je označen z osemločno laterno z mukarnami (kapniškim vencem) in kupolo. Minaret je bil zgrajen na mestu prejšnjega, ki se je zrušil v 17. stoletju. Zgrajen je bil konec 18. stoletja z gradnjo oziroma rekonstrukcijo mošeje Džuma, ki jo je zgradil dostojanstvenik Abdurrahman Minchar, z odobritvijo vladarja Eveza Mohameda (vladal od 1790 do 1804).
V Hivi je pet minaretov na osi vzhod-zahod, tako imenovani sončni liniji, na razdalji približno 200 metrov. Minaret Džuma mošeje je v središču. Na zahodu sta Kalta Minor in minaret kompleksa šah Kalandar Bobo, na vzhodu pa minaret kompleksa Said Scheliker Bei in minaret Palvan Kari.